# Paul Nieder-Westermann

Paul Nieder-Westermann

Paul Nieder-Westermann (* 3. Oktober 1892 in Bochum-Langendreer; † 10. Oktober 1957 in Bochum) war ein deutscher Politiker (NSDAP).

## Leben und Wirken
Nach dem Besuch der Volksschule und der Realgymnasien in Langendreer und Pyrmont, studierte Paul Nieder-Westermann an der landwirtschaftlichen Hochschule Hohenheim und Stuttgart. Er war seit 1911 Mitglied der Landsmannschaft Württembergia Hohenheim.
Zum 1. Dezember 1931 trat er der NSDAP bei (Mitgliedsnummer 815.558). Am 1. April 1933 wurde Nieder-Westermann beim NSKK zum Führer der Oberstaffel Westfalen-Süd und später zum Führer der Standarte M 70 ernannt. Am 1. März 1935 folgte die Ernennung zum NSKK-Führer der Motor-Gruppe Westfalen. Im NSKK erreichte er 1943 den Rang eines Obergruppenführers.
Vom März 1936 bis zum Ende der NS-Herrschaft im Frühjahr 1945 saß Nieder-Westermann zudem als Abgeordneter für den Wahlkreis 18 (Westfalen Süd) im nationalsozialistischen Reichstag.